# 칼리지 파크 센터
칼리지 파크 센터(영어: College Park Center)는 미국 텍사스주 알링턴에 위치한 실내 경기장이다. WNBA 댈러스 윙스의 홈경기장으로 사용되고 있다.

## WNBA프리시즌 경기
| 날짜            | 팀1               | 스코어   | 팀2         |
| --------------- | ----------------- | -------- | ----------- |
| 2025년 5월 10일 | 도요타 앤텔로프스 | 52 - 119 | 댈러스 윙스 |